# Агнелл Неаполитанский (епископ)
Агнелл Неаполитанский (Аньелл; лат. Agnellus, итал. Agnello; умер в 693 или 694) — епископ Неаполя (672/673—693/694); святой, почитаемый в Римско-католической церкви (день памяти — 9 января).

## Биография
Основной исторический источник о святом Агнелле Неаполитанском — написанная на рубеже VIII—IX веков анонимным автором первая часть «Деяний неаполитанских епископов».
О происхождении и ранних годах жизни Агнелла сведений не сохранилось. Он взошёл на епископскую кафедру Неаполя после скончавшегося в 671 или 672 году святого Адеодата. Возможно, что интронизация нового епископа состоялась в 672 или 673 году.
В марте 680 года Агнелл участвовал в созванном в Риме папой Агафоном церковном соборе.
В марте 685 года произошло извержение Везувия, от которого сильно пострадали окрестности Неаполя. Однако сам город не понёс серьёзного ущерба. Церковные предания приписали такое «чудесное избавление» Неаполя от бедствия заступничеству святого Януария. С того времени в городе начал быстро распространяться культ этого святого, и уже вскоре Януарий стал почитаться главным покровителем Неаполя. Вероятно, именно с этими событиями связаны появления первых изображений святого Януария на печатях неаполитанских епископов и изготовленных здесь монетах.
По повелению Агнелла в Неаполе была построена церкви Святого Януария. При этой церкви была образована монашеская община (диаконая), которую епископ снабдил всем необходимым, а также устроен приют для бедных. В «Деяниях неаполитанских епископов» упоминается, что Агнелл повелел дважды в год (в Рождество Христово и Пасху) выдавать членам этой монашеской общины мыло «для трудов по поддержанию чистоты».
Упоминается также о том, что епископ Агнелл спас Неаполь от захвата сарацинами.
В «Деяниях неаполитанских епископов» сообщается, что Агнелл занимал епископскую кафедру двадцать один год и пятнадцать дней. Он скончался в 693 или 694 году. Его преемником в епископском сане был святой Юлиан.
Уже вскоре после смерти Агнелл стал почитаться неаполитанцами как святой. Об этом свидетельствует упоминание его имени в мартирологе на изготовленном в IX веке «Мраморном календаре», автор которого использовал для его составления более ранние церковные источники. День памяти святого Агнелла, епископа Неаполитанского, отмечается 9 января.